# Liste chamois
Dans le domaine de la téléphonie, en France, la liste chamois regroupe les abonnés qui acceptent de diffuser leurs coordonnées téléphoniques dans les services de renseignements, mais qui refusent qu'elles soient publiées dans l'annuaire téléphonique.